# Гашев, Борис Владимирович
Бори́с Влади́мирович Га́шев (3 февраля 1939, Верещагино, Пермская область — 1 мая 2000, Пермь) — советский, российский  поэт, прозаик, журналист.
Ответственный секретарь газеты «Молодая гвардия» (1963–1966), редактор отдела краеведческой литературы Пермского книжного издательства (1968–1973), заместитель ответственного секретаря газеты газеты «Вечерняя Пермь» (1973–1998). Лауреат премии им.  В. Катаева журнала «Юность». Внук Н. М. Гашева, муж Н. Н. Гашевой.

## Биография
Родился в городе Верещагино (Пермская область). Дед Бориса, Николай Михайлович — священник Пророко-Ильинской церкви Пермской области, был арестован в 1930 году по обвинению в антисоветской агитации, умер в заключении, в 2000 году причислен к лику святых великомучеников  Русской православной церкви. Отцу Бориса, Владимиру Николаевичу, не дали окончить университет — отчислили как сына священника, и он работал в лесничестве. Несмотря на трудности, Владимир Николаевич и Людмила Васильевна Гашевы сумели выучить своих троих детей, все они получили высшее образование.
Учился в верещагинской средней школе №1, а в 1961 году окончил филологический факультет Пермского университета. Во время учёбы опубликовал первые стихи и рассказы в сборнике «Студенческая весна» и в газете "Пермский университет".
После окончания университета работал корреспондентом в Осинской районной газете. С 1963 по 1966 был журналистом, а затем ответственным секретарем пермской областной газеты «Молодая гвардия» (одно из крупнейших изданий области, орган обкома ВЛКСМ). После закрытия молодежной газеты стал инструктором Станции юных туристов.
С 1968 по 1973 год работал редактором отдела краеведческой литературы Пермского книжного издательства. Разработал большой план издания различных краеведческих книг: большой том, посвященный Пермскому оперному театру, исследование «Как были открыты Уральские горы», буклеты о коллекциях художественной галереи, книга о памятниках искусства и архитектуры Пермской области, ежегодные «Календари-справочники» и др..
С 1973 по 1998 год работал заместителем ответственного секретаря газеты «Вечерняя Пермь».
Произведения Гашева долго не публиковали: своеобразный стиль и специфический поэтический язык настораживал редакторов. Активно печатать его стихотворения начали только в конце жизни. Стихи и проза Бориса Гашева публиковались в местной периодике, в коллективных сборниках и альманахах «Молодой человек», "Современники", «Горизонт» и др., в журналах «Урал», «Юность», в газете «Очарованный странник» (Ярославль), в альманахе «Илья» (Москва). С 1991 года журнал «Юность» ежегодно публиковал его стихи.
За подборку стихов, опубликованную в журнале «Юность» в 1998 году, он стал лауреатом премии им. В. Катаева.
1 мая 2000 года Б. Гашев трагически погиб. Единственный сборник его стихов «Невидимка» вышел в Москве, в издательстве "Форум БМ" уже после смерти автора, в 2003 году.
В 2016 г. Стихи Бориса Гашева переведены на армянский язык.
В предисловии к сборнику стихов «Невидимка» поэтесса Анна Бердичевская написала: 

«...Я всегда помнила об этом человеке, всегда знала, что вот живет в моей родной Перми настоящий поэт... Он был филолог, читатель книг, глубокий и тонкий знаток русской словесности. В мире семьи и домашней библиотеки он был абсолютно свободен и даже, пожалуй, счастлив. Он был остроумен и добр. Изящен. И парадоксален. При очевидности таланта он был абсолютно не публичным человеком. Он был аристократичен... Боря был замкнутым — и абсолютно открытым. Невидимка...»

## Публикации

### Книги
- Невидимка: Стихи // Гашев Б. Москва, 2003.[5]
- Роза ветров // Сост. Б. Гашев, Л. Давыдычев. Пермь: Пермское книжное издательство, 1970, 1980 с.[7]

### Рассказы
- Интервью // Борис Гашев / Сост. Р. Белов / Пульс`89.1, антология, Пермь: Пермское книжное издательство, 1989, 448 с.
- Катышев против Либышева // Борис Гашев / Сост. Р. Белов / Пульс`89.1, антология, Пермь: Пермское книжное издательство, 1989, 448 с.
- В мире текущей информации // Борис Гашев / Сост. Р. Белов / Пульс`89.1, антология, Пермь: Пермское книжное издательство, 1989, 448 с.[8]

### Стихотворения
- Борис Гашев. Стихотворения // Молодой человек. Пермь, 1965.
- Борис Гашев. Стихотворения // Современники. Пермь, 1967.
- Голова в колодце: стихотворения // Борис Гашев / Оформ. В. Сушинцева / Третья Пермь. Выпуск первый, альманах, 1999, 498 с. С. 415–420.[9]
- Приют неизвестных поэтов (Дикороссы): Книга стихов // Сост.  Ю. Беликов.  Москва: ИД «Грааль», 2002.[10]
- Борис Гашев. Стихотворения //  Уральская новь. 2003, № 16.[11]
- Борис Гашев. Стихотворения // Кальпиди В. Антология современной уральской поэзии. 1997–2003. Том 2. Челябинск, 2003.
- Родное Прикамье: хрестоматия по литературному краеведению // составители Д. Красноперов, Н. Гашева. Пермь, «Книжный мир», 2001.